# علي عثرب
علي محمد عُثْرُب ( -و 24 مارس 2021)، وزير وعسكري وبرلماني يمني سابق، وعلم من أعلام الدفاع عن الثورة والجمهورية وكان له دورًا مشهودًا في حرب السبعين يومًا. شغل عدد من المناصب الرفيعة منها وزيرًا للداخلية وعضوًا في مجلس النواب. يحمل رتبة لواء.

## مناصب وأدوار
خدم صاحب السيرة في مواقع عسكرية وأمنية وسياسية عديدة، نذكر منها:

### في عهدالجمهورية العربية اليمنية(اليمن الشمالي سابقًا)
- عمل قبيل قبل قيام ثورة 26 سبتمبر 1962 بفترة وجيزة في المفاليس مساعد مدير الأمن العام في لواء تعز ثم استدعي بعد قيام الثورة مباشرة لينضم إلى كتائب حماية الثورة والجمهورية.
- عمل في سلاح المشاة حتى العام 1965 لينضم بعدها إلى بعثة عسكرية إلى الاتحاد السوفيتي وبعد التخرج عمل ملحق عسكري.
- في العام 1968 وقبيل فك الحصار عن صنعاء تعين قائدًا للواء النصر، وهو اللواء الذي كانت كتائبه تتمركز في الجبال المحيطة بصنعاء وهي جبل براش، ونقم، وعصر، وعطان.
- رئيس أركان الكلية الحربية ثم مديرًا عاماً لكلية الشرطة.
- مديراً للأمن في محافظة الحديدة.ثم مدير عام مصلحة الجوازات والهجرة والجنسية
- مدير عام مصلحة الأحوال المدنية والسجل المدني.[2]
- تعين في العام 1983 وزيرًا للداخلية.[3][4]

### وبعد إعلان الوحدة اليمنية وقيام الجمهورية اليمنية عام 1990
فاز في انتخابات العام 1993 بعضوية مجلس النواب عن الدائرة الانتخابية رقم 14 في العاصمة صنعاء ممثلًا لحزب المؤتمر الشعبي العام ثم فاز مجددًا في انتخابات 1997.

## الأوسمة والتكريم
مُنح ميدالية ودرع حزب المؤتمر الشعبي العام من قبل الرئيس اليمني السابق علي عبد الله صالح في الذكرى الـ30 لتأسيس الحزب.

## وفاته
توفي في صنعاء يوم الأربعاء 24 مارس 2021 ووري جثمانه الثرى في مقبرة عشة الرعدي.